# Péritel
Précédent Suivant
Une prise péritélévision ou par antonomase prise péritel,, également connu par l'acronyme SCART (Syndicat des Constructeurs d'Appareils Radiorécepteurs et Téléviseurs), Euro-SCART, Euroconector ou encore Euro AV, désigne un dispositif de liaison et un connecteur audio et vidéo analogique grand public principalement utilisé en Europe de 1979 jusqu'en 2015.
Cette connectique permet de relier des appareils qui exploitent des signaux audio et vidéo analogiques au moyen d'un unique connecteur à 21 broches. La prise péritélévision est compatible avec les normes vidéos analogiques noir et blanc 525 lignes et 625 lignes ainsi qu'avec les standards couleurs PAL, SECAM ou NTSC ainsi que la norme D2MAC. Cette connectique se substitue aux connexions vidéo et audio multiples antérieures, à base de prises DIN, BNC, RCA ou encore mini jack, notamment présentes sur les magnétoscopes et quelques téléviseurs à entrée vidéo antérieurs à 1979.
Développée en France et fréquente en Europe, la prise SCART est toutefois quasi absente aux États-Unis ou en Asie, où des connecteurs multiples de type RCA sont utilisés pour les signaux audio et vidéo analogiques.
En France, ce connecteur est obligatoire sur tout récepteur de télévision couleur SECAM ou bistandard SECAM/PAL, adopté à partir de l'année 1979 par les fabricants puis officiellement publié le 7 février 1980. Il reste en vigueur jusqu'au 5 juillet 2015; date marquant son abrogation officielle. À partir de cette date, les marques de téléviseurs commercialisés en France peuvent la conserver ou la supprimer totalement.
Lors de la transition de la télédiffusion analogique par la norme numérique DVB-T et pour permettre notamment l'accès à la télévision à haute définition, la prise péritélévision est complétée puis totalement remplacée par la connectique HDMI Interface Multimédia Haute Définition. Toutefois, après l'année 2015, la connectique péritélévision susbiste sur des appareils comme certains adaptateurs, récepteurs ou convertisseurs, permettant notamment la transition au numérique avec des écrans ou vidéoprojecteurs numériques pourvus d'entrée HDMI.
Le mot « Péritel » est une marque déposée et la dénomination d'une société de télécommunication française, dont le groupe Matra Lagardère prend la majorité du capital, en 1979.

## Appareils équipés d'une prise péritélévision
La connectique péritélévision peut équiper les équipements commercialisés en Europe et plus particulièrement, en France, où ce format a été conçu et développé depuis 1978.
Il existe plusieurs types de connecteurs péritélévision : la fiche femelle châssis figurant sur les appareils, le cordon mâle/mâle, le cordon prolongateur femelle/mâle et certains adaptateurs parmi lesquels, le boîtier femelle/femelle et les commutateurs. 
Certains cordons spéciaux ou adaptateurs vers les connecteurs audio-vidéo différents (RCA, Ushiden, DIN…) permettent de relier les appareils dépourvus de prise péritélévision.
Il existe des cordons spécifiquement câblés en partie ou en totalité des 21 broches, notamment pour certains décodeurs analogiques tels que Discret 11 et Syster loués par Canal+ en France durant les années 1980 et 1990 ou encore, pour certains appareils destinés à l'informatique ou aux jeux vidéo, notamment ceux qui exploitent les signaux RVB uniquement en sortie vidéo.
- Téléviseurs couleur (cathodiques ou écrans plats), sauf pour les modèles miniatures
- Vidéoprojecteurs (cathodiques ou numériques) mais peu nombreux
- Magnétoscopes, caméscopes, lecteurs de DVD, lecteurs Blu-Ray
- Enregistreurs vidéo, DVDscopes et magnétoscopes ;
- consoles de jeux vidéo ;
- Commutateurs, convertisseurs ou transcodeurs de signaux vidéo ;
- Appareils démodulateurs, récepteurs ou terminaux câble, satellite, DSL TV (IPTV) ;
- Décodeurs, démultiplexeurs analogiques pour la télévision payante ;
- Certains micro-ordinateurs des années 1980 (Amiga, Atari, Sony, etc.), généralement destinés à une connexion directe à un écran de télévision, à la place d'un moniteur.
- Unités de montage vidéo analogiques, effets spéciaux grand public, stabilisateurs d'image, ...

## Historique
Dès le début des années 1930, pour relier une source vidéo ou un dispositif générant une image vidéo à un téléviseur, les premiers appareils disposent le plus souvent d'un modulateur, circuit permettant de moduler un signal comparable à celui de l'émetteur d'une chaîne de télévision, relié par un câble d'antenne, souvent par du câble coaxial, à la place d'une antenne de réception. Le connecteur utilisé est la Prise d'antenne. Cet équipement ne procure pas une image et un son de qualité optimum, ce qui amène les fabricants à ajouter à partir des années 1960 sur certains téléviseurs ou moniteurs de télévision, une entrée de type vidéocomposite complété par une entrée audio, géré le plus souvent par une commutation manuelle sur le téléviseur. Ce connecteur d'entrée vidéocomposite doit permettre d'injecter un signal conforme à la norme utilisée en fonction des époques et des pays : 405 lignes, 525 lignes, 625 lignes ou 819 lignes et pour les téléviseurs couleurs, au standard adapté : NTSC, SÉCAM ou PAL ou encore un signal couleur RVB ou S-Video.
Certains téléviseurs haut de gamme et généralement avec écran en couleur, commencent dès les années 1970 à être ainsi équipés d'une série de prises d'entrée vidéo et audio châssis, en fonction des pays, de type BNC, DIN, Jack et surtout RCA. Pour l'équipement grand public, la prise RCA devient courante dans la plupart des pays, jusqu'à l'apparition du numérique et de la prise HDMI.
Développée à partir de 1970 par le groupement d'industriels SCART (Syndicat des Constructeurs d'Appareils Radiorécepteurs et Téléviseurs), la connectique péritélévision se conforme à la norme européenne EN 50049, publiée par le CENELEC en 1978. Ce format est ensuite soumis à plusieurs amendements et au moins deux révisions majeures, approuvées par le CENELEC, le 13 novembre 1988 (EN 50049-1:1989) et le 1er juillet 1997 (EN 50049-1:1997). 
L'objectif des fabricants consiste à permettre via cette prise unique, de permettre l'entrée-sortie des signaux vidéo et audio, sous différentes formats ainsi que la commutation nécessaire et d'autres données associées aux signaux.
La première normalisation officielle est rendue publique en 1978, à l'initiative de plusieurs fabricants français et européens.

### Avantages et inconvénients
En France, elle est rendue obligatoire sur tous les téléviseurs couleurs commercialisés à partir de l'année 1980, principalement sur le territoire métropolitain, à l'exception notable des petits formats de poche ou miniaturisés (extrait de l'arrêté de 1980 de la norme NFC 92250). Certains téléviseurs commercialisés en Outremer en sont parfois dépourvus. Même si l'arrêté officiel de 1980 rend obligatoire la présence de cette prise sur tous les téléviseurs - couleurs ou noir et blanc - fabriqués au moment de la parution de l'arrêté, aucun téléviseur noir et blanc commercialisé en France n'en est équipé, à l'exception notable de quelques écrans moniteurs de télésurveillance monochromes à entrée vidéocomposite.
Entre 1978 et 1980, certains téléviseurs en sont pourvus à titre de lancement sur les chaînes de production industrielle. Cependant, pour ces appareil, toutes leurs 21 broches ne sont pas câblées intégralement, d'où parfois l'incompatibilité avec les décrypteurs analogiques de la chaîne payante française Canal+ ou encore, certaines consoles de jeux vidéo.
À partir de novembre 1984, certains téléviseurs fabriqués à cette période 1978-1980 même équipés de péritélévision ne sont pas toujours adaptés pour exploiter les signaux d'identification couleur en mode ligne, du standard SECAM. Cette lacune entraine l'affichage d'une image vidéo en noir et blanc de la chaine cryptée Canal+, car le téléviseur n'interprète que l'identifiant en mode trame. Des adaptateurs externes sont alors requis pour régénérer ces signaux pour ce type de téléviseurs. On note que les magnétoscopes de cette époque ne sont pas touchés par le problème, du fait qu'ils sont capables d'enregistrer et de restituer ces signaux d'identification, dès lors que les chaînes de télévision les exploitent.
Les critiques de cette connectique portent notamment sur son format physique très volumineux par rapport à des connectiques utilisées en informatique ou dans d'autres domaines électroniques comme le format antérieur D-sub, inventé par la société américaine Cannon et apparu en 1952; la version DB-25 aurait pu facilement répondre au besoin du nombre de signaux distincts (comme notamment la sortie vidéo du PC Amiga 1000), puisque la Péritélévision n'en exploite que 21 au total. Une autre restriction concerne la relative fiabilité de la connexion car il n'existe pas de dispositif de verrouillage physique sur les appareils. Enfin, on peut signaler que les broches sont exploitées pour plusieurs fonctions à la fois, comme notamment l'entrée et la sortie RVB, tout comme les signaux de luminance et de chrominance ou encore, les signaux YUV dont la compatibilité a été ajoutée à la normalisation initiale. L'arrivée de la technologie numérique et de la connectique HDMI permet de résoudre la majeure partie de ces restrictions.
Le 3 juillet 2015, l'arrêté du 7 février 1980 imposant la prise péritélévision sur tous les téléviseurs est abrogé ; dès lors, les fabricants n'ont plus l'obligation d'en équiper les nouveaux téléviseurs même si la prise peut subsister quelques années encore sur certains modèles et certaines marques afin de relier d'anciens équipements analogiques à cet écran.
L'équivalent japonais de la péritélévision est normalisé en janvier 1983 par la norme TTC-0003 publiée par l'EIAJ (aujourd'hui la JEITA), elle-même suivie en mars 1993 par la norme CPR-1201 pour inclure la compatibilité avec les signaux S-Vidéo ou Y/C. 
La norme CPR-1201 est annulée en mars 2003 pour être remplacée par le format similaire CPR-1205, accompagnant la migration massive du Japon de l'analogique vers le numérique. Au Japon et en Corée, cette connectique est communément dénommée « RGB-21 » alors qu'elle est plutôt désignée par la dénomination « JP-21 » par les anglophones et les francophones. Elle est adoptée au Japon pour sa compatibilité native avec le format de sortie RVB, supposé délivrer un signal couleur plus fidèle à la source mais, contrairement à la version européenne, son exploitation reste à un niveau très faible dans le secteur grand public.

## Description
Les signaux pouvant transiter par la connectique péritélévision sont :

### Obligatoirement
- Entrée/Sortie vidéo composite  parfois appelée CVBS (Composite Video Baseband Signal)
- Entrée/Sortie stéréophonique ou bilingue (deux canaux audio distincts, audio stéréo ou deux pistes monophoniques)
- Signaux de commande (sur certains modèles, selon compatibilité)
- Commutation lente (AV) qui permet de forcer la sélection de la source d'entrée et la commutation du format image (4/3 et 16/9)
- Commutation rapide (vidéo + RVB) qui permet notamment l'incrustation vidéo, utile pour le télétexte et le sous-titrage

### Selon les configurations ou appareils
- Entrée RVB (sur les téléviseurs et certains autres appareils)
- Sortie RVB (certains appareils comme les consoles de jeux vidéo, certains magnétoscopes ou lecteurs vidéo)
- Entrée vidéo à composantes séparées (Y/C - S-Video) (selon les appareils ou les réglages)
- Sortie vidéo à composantes séparées (Y/C - S-Video) (selon les appareils ou les réglages)
- Entrée YUV (sur certains appareils, selon compatibilité)
- Sortie YUV (sur certains appareils, selon compatibilité)

Fréquemment, on ne retrouve qu'une partie des possibilités offertes par la péritélévision, en fonction des appareils :
- Un magnétoscope n'est généralement pas pourvu d'entrée RVB
- Un téléviseur grand public n'a pas de sortie RVB ou Y/C
- Un récepteur satellite ou un récepteur TNT peuvent disposer d'une sortie RVB ;
- Un lecteur (CD-V, DVD, BluRay) peut être « transparent » aux signaux péritélévision (exemple : RVB) mais n'a généralement pas d'entrée à ce format.

Par ailleurs, certains de ces signaux empruntent les mêmes broches (Entrée ou Sortie) des cordons qui relient les appareils, ce qui interdit de les exploiter simultanément :
- l'entrée et la sortie RVB sont communes ;
- le signal de luminance (Y) et de chrominance (C) des entrées /sorties composites (Y-C) partagent également les broches exploitées pour le RVB ;
- le signal YUV partage également les broches exploitées pour le RVB (synchronisation Y sur la broche du vert)

Note : Y/C, YUV et commutation du format (4/3 ou 16/9) sont des évolutions techniques postérieures à la norme d'origine. Les modes Y/C et YUV ne figurent pas dans la norme d'origine, les auteurs de la norme ayant considéré que les signaux RVB procurent un rendement supérieur.
Enfin, les signaux relatifs aux ordres de télécommande ne sont pas normalisés bien qu'ils répondent à une normalisation spécifique I2C). Ainsi, les données de commande exploitées, varient en fonction des protocoles exploités par le fabricant ou la marque, sur un principe similaire aux signaux des télécommandes à infrarouge).

## Brochage
La broche 8 exploite le signal « commutation lente » provenant de la source, laquelle commute l'entrée vidéo ainsi que le type de signaux vidéo à exploiter :
- 0 V signifie « pas de signal », ou signal interne (exemple : fonctionnement courant du téléviseur) ;
- +6 V signifie : sélection de l'entrée audio/vidéo auxiliaire et format d'image 16:9 (évolution technique postérieure à la norme d'origine) ;
- +12 V signifie : sélection de l'entrée audio/vidéo auxiliaire et format 4/3.

La broche 16 est un signal provenant de la source, qui indique si le signal est en RVB ou composite :
- 0 V - 0,4 V composite ;
- 1 V - 3 V (nominal 1 V crête) RVB seulement.

La broche 16 est dénommée « commutation rapide » à juste titre. Elle peut en effet être utilisée pour incruster le signal RVB au sein d'un autre signal vidéo : Télétexte et sous-titrages. La bande passante vidéo admise sur la commutation rapide s'élève à 6 MHz.

## Autres signaux non normalisés
Un protocole de données de commande « multi-maître », destiné à un usage domotique a été initialement développé par Philips dans les années 1970. Le D2B (Domestic Digital Bus) est un bus de communication série défini dans la norme CEI. 
Les broches 10 et 12 ne sont généralement pas exploitées en conformité avec la norme. Ainsi, la no 10 est utilisée isolément pour certaines liaisons domotiques (Quantum Link, TV Links, Megalogic, Easy-Link, etc.). Elles facilitent par exemple le transfert de réglages ou de mémorisation de chaînes d'un appareil à l'autre.
Sur certains récepteurs satellite (numériques ou analogiques) ces deux broches sont utilisées pour des fonctions particulières :
- envoi et retour de données et de réglages (en parallèle avec le port RS-232 sur les appareils numériques)
- sortie vidéo « non clampée » et « non filtrée » (nécessaires à certains décodeurs analogiques comme BSKYB et D2MAC durant les années 1990)

## Limites et défauts de la prise péritélévision
La connectique péritélévision est limitée à la résolution d'environ 800 × 600. Pour les écrans de plus haute définition, elle permet de relier tous les appareils dépourvus de prise HDMI, comme notamment un magnétoscope analogique. La taille significative de la connectique, le diamètre des cordons, leur peu de flexibilité ainsi que les risques de faux-contacts sont les principaux reproches exprimés tant par les utilisateurs que la presse spécialisée. Dès lors qu'un écran doit être relié à plusieurs appareils, l'espace dévolu aux cordons peut être préoccupant dans une installation de type cinéma chez soi (Home Cinema). De plus, les amplificateurs audio, HiFi ou adaptés aux effets spéciaux de type Surround ne sont pas pourvus de ce type de connectique, ce qui oblige l'utilisation de connecteurs mixtes péritélévision <-> prises RCA en perdant l'avantage de la commutation de source automatique pour le téléviseur.

### Non adaptée au numérique
La connectique péritélévision ne permet pas de véhiculer les signaux numériques vidéo ou audio. Toutefois en 1990, une adaptation de la norme destinée à la TVHD en 1 250 lignes RVB (signaux à la norme HD Mac) permet cette compatibilité, grâce au projet européen EUREKA 95. La création de la connectique spéciale dite « péritélévision or » exploite des signaux analogiques RVB à large bande avec synchronisation verticale sur la broche 12 et synchronisation horizontale sur la broche 16. Cette prise est présente sur un nombre réduit de téléviseurs haut de gamme et de quelques marques comme Thomson notamment, entre 1990 et 1996. Cette configuration est similaire à celle d'une prise VGA, connectique vidéo analogique bien connue du monde informatique (RVB, SyncH, SyncV). L'abandon de la norme HD Mac au profit du numérique DVB en 1995 provoque un coup d'arret à cette ultime évolution de la prise péritélévision.

### Longueur des cordons
Au-delà de trois mètres et à l'exception de certaines fabrications réservées aux professionnels, le cordon péritélévision ne peut véhiculer parfaitement les multiples et significativement faibles signaux analogiques qu'il exploite, sans que des perturbations ne surviennent (affaiblissement, variations d'impédance, bruit de fond, etc.). Sans traitement spécifique (amplificateur vidéo, filtres) externe et complémentaire en amont, les liaisons péritélévision de grande longueur sont généralement déconseillées ainsi que la combinaison de multiples connecteurs mâle / femelle.

### Risques de branchements défaillants
Si la fiche mâle du cordon est incorrectement introduite dans la prise femelle châssis de l'appareil et selon l'enfoncement de l'extrémité de la prise, l'image ou le son peuvent être perturbés voire interrompus. Si les paramètres, caractéristiques ou réglages d'un appareil externe ne sont pas strictement conformes à la norme, l'image pourra être affectée, apparaitre en noir et blanc, se désynchroniser (PAL ou SÉCAM, RVB incomplet, Y/C, YUV…) voire défiler verticalement (NTSC). Si la source est au format 16/9, le signal de commande de commutation lente peut ne pas être compatible avec certains téléviseurs ou décodeurs externes.

### Limites d'interconnexions
Certains cordons péritélévision ne véhiculant que les signaux vidéo composite et audio (stéréo ou mono) ne sont capables d'exploiter les signaux RVB, YUV ou Y/C. Ainsi, le signal RVB ne peut pas être restitué car seul son signal de synchronisation sera véhiculé. Pour le mode YUV, seul le vert sera présent et restitué en noir et blanc. Pour le signal Y/C, l'image affichée sera en noir et blanc. De plus, en cas d'appareils intermédiaires reliés les uns aux autres tels que magnétoscope, lecteur DVD, commutateur, décodeur…, les fonctions comme la commutation de format, la stéréophonie, l'affichage du Télétexte ou des sous-titres peuvent dysfonctionner ou être bloqués.